# Liste der Mitglieder der 3. Knesset
Dies ist eine Liste der Mitglieder der 3. Knesset.
Die 120 Abgeordneten wurden am 26. Juli 1955 gewählt.

## Fraktionen
- Mapai: 40
- Cherut: 15
- Allgemeine Zionisten: 13
- Nationalreligiöse Partei: 11
- Achdut haAwoda: 10
- Mapam: 9
- Religiöse Torah Front: 6
- Maki: 6
- Miflaga Progresivit: 5
- Demokratische Liste für arabische Israelis: 2
- Fortschritt und Arbeit: 2
- Landwirtschaft und Entwicklung: 1

## Liste der Mitglieder der 3. Knesset
| Name                        | Fraktion                                   |
| --------------------------- | ------------------------------------------ |
| Aharon Becker               | Mapai                                      |
| Aharon Remez                | Mapai                                      |
| Akiwa Gowrin                | Mapai                                      |
| Ami Assaf                   | Mapai                                      |
| Aryeh Bahir                 | Mapai                                      |
| Avraham Herzfeld            | Mapai                                      |
| Baruch Osnia                | Mapai                                      |
| Beba Idelson                | Mapai                                      |
| Bechor-Schalom Schitrit     | Mapai                                      |
| Berl Locker                 | Mapai                                      |
| David Ben-Gurion            | Mapai                                      |
| David Hacohen               | Mapai                                      |
| David Livschitz             | Mapai                                      |
| Dvora Netzer                | Mapai                                      |
| Dov Yosef                   | Mapai                                      |
| Ehud Avriel                 | Mapai                                      |
| Golda Meir                  | Mapai                                      |
| Herzl Berger                | Mapai                                      |
| Yisrael Gouri               | Mapai                                      |
| Yosef Almogi                | Mapai                                      |
| Yosef Sprinzak              | Mapai                                      |
| Kadish Luz                  | Mapai                                      |
| Levi Eschkol                | Mapai                                      |
| Meir Argov                  | Mapai                                      |
| Mordechai Namir             | Mapai                                      |
| Mosche Scharet              | Mapai                                      |
| Fritz Naphtali              | Mapai                                      |
| Pinchas Lawon               | Mapai                                      |
| Rachel Tzabari              | Mapai                                      |
| Sarah Kafrit                | Mapai                                      |
| Senetta Yoseftal            | Mapai                                      |
| Schlomo Hillel              | Mapai                                      |
| Schmuel Dajan               | Mapai                                      |
| Schmuel Schoresch           | Mapai                                      |
| Salman Schasar              | Mapai                                      |
| Ja’akov Schimschon Schapira | Mapai                                      |
| Yisrael Yeshayahu-Sharabi   | Mapai                                      |
| Yona Kesse                  | Mapai                                      |
| Josef Efrati                | Mapai                                      |
| Zalman Aran                 | Mapai                                      |
| Aryeh Altman                | Cherut                                     |
| Aryeh Ben-Eliezer           | Cherut                                     |
| Binyamin Arditi             | Cherut                                     |
| Binyamin Avniel             | Cherut                                     |
| Elieser Schostak            | Cherut                                     |
| Esther Raziel-Naor          | Cherut                                     |
| Chaim Cohen-Meguri          | Cherut                                     |
| Chaim Landau                | Cherut                                     |
| Menachem Begin              | Cherut                                     |
| Mordechai Olmert            | Cherut                                     |
| Nachum Levin                | Cherut                                     |
| Schimschon Unichman         | Cherut                                     |
| Ya'akov Meridor             | Cherut                                     |
| Yohanan Bader               | Cherut                                     |
| Yosef Schofman              | Cherut                                     |
| Ben-Zion Harel              | Allgemeine Zionisten                       |
| Chaim Ariav                 | Allgemeine Zionisten                       |
| Elimelech Rimalt            | Allgemeine Zionisten                       |
| Ezra Ichilov                | Allgemeine Zionisten                       |
| Jisra’el Rokach             | Allgemeine Zionisten                       |
| Peretz Bernstein            | Allgemeine Zionisten                       |
| Schimon Bejarno             | Allgemeine Zionisten                       |
| Schlomo Perlstein           | Allgemeine Zionisten                       |
| Schoschana Parsitz          | Allgemeine Zionisten                       |
| Simcha Babah                | Allgemeine Zionisten                       |
| Josef Sapir                 | Allgemeine Zionisten                       |
| Josef Serlin                | Allgemeine Zionisten                       |
| Salman Susajew              | Allgemeine Zionisten                       |
| Aharon-Ya'akov Greenberg    | Nationalreligiöse Partei                   |
| Frija Zoaretz               | Nationalreligiöse Partei                   |
| Chaim-Mosche Schapira       | Nationalreligiöse Partei                   |
| Ja’akov-Micha’el Chasani    | Nationalreligiöse Partei                   |
| Mordechai Nurock            | Nationalreligiöse Partei                   |
| Moshe Kelmer                | Nationalreligiöse Partei                   |
| Mosche Unna                 | Nationalreligiöse Partei                   |
| Schlomo Jisra’el Ben Me’ir  | Nationalreligiöse Partei                   |
| Jitzchak Rafa’el            | Nationalreligiöse Partei                   |
| Josef Burg                  | Nationalreligiöse Partei                   |
| Serach Wahrhaftig           | Nationalreligiöse Partei                   |
| Avraham Abaas               | Achdut haAwoda                             |
| Jisra’el Bar Jehuda         | Achdut haAwoda                             |
| Jisrael Galili              | Achdut haAwoda                             |
| Moshe Aram                  | Achdut haAwoda                             |
| Nahum Nir                   | Achdut haAwoda                             |
| Ruth Haktin                 | Achdut haAwoda                             |
| Jigal Allon                 | Achdut haAwoda                             |
| Jitzchak Ben Aharon         | Achdut haAwoda                             |
| Jitzchak Tabenkin           | Achdut haAwoda                             |
| Se’ew Zur                   | Achdut haAwoda                             |
| Emma Talmi                  | Mapam                                      |
| Chaim Yehuda                | Mapam                                      |
| Hanan Rubin                 | Mapam                                      |
| Jisrael Barsilai            | Mapam                                      |
| Jitzchak Jitzchaki          | Mapam                                      |
| Meir Ya'ari                 | Mapam                                      |
| Mordechaj Bentov            | Mapam                                      |
| Ya'akov Hazan               | Mapam                                      |
| Ya'akov Riftin              | Mapam                                      |
| Benjamin Mintz              | Religiöse Torah Front                      |
| Kalman Kahana               | Religiöse Torah Front                      |
| Shlomo Lorincz              | Religiöse Torah Front                      |
| Ya'akov Katz                | Religiöse Torah Front                      |
| Jitzhak-Meir Levin          | Religiöse Torah Front                      |
| Zalman Ben-Ya'akov          | Religiöse Torah Front                      |
| Emil Habibi                 | Maki                                       |
| Esther Vilenska             | Maki                                       |
| Meir Vilner                 | Maki                                       |
| Mosche Sneh                 | Maki                                       |
| Samuel Mikunis              | Maki                                       |
| Tawfik Toubi                | Maki                                       |
| Gershom Shoken              | Miflaga Progresivit                        |
| Idov Cohen                  | Miflaga Progresivit                        |
| Pinchas Rosen               | Miflaga Progresivit                        |
| Yeshayahu Forder            | Miflaga Progresivit                        |
| Yizhar Harari               | Miflaga Progresivit                        |
| Masaad Kassis               | Demokratische Liste für arabische Israelis |
| Seif el-Din el-Zubi         | Demokratische Liste für arabische Israelis |
| Salah-Hassan Hanifes        | Fortschritt und Arbeit                     |
| Saleh Suleiman              | Fortschritt und Arbeit                     |
| Faras Hamdan                | Landwirtschaft und Entwicklung             |

### Ersetzungen
| MK                   | ersetzt                     | Partei                                     | Datum              |
| -------------------- | --------------------------- | ------------------------------------------ | ------------------ |
| Yussuf Hamis         | Jitzchak Jitzchaki          | Mapam                                      | 21. September 1955 |
| Ya'akov Nitzani      | Ja’akov Schimschon Schapira | Mapai                                      | 14. November 1955  |
| Tschabar Muadi       | Seif el-Din el-Zubi         | Demokratische Liste für arabische Israelis | 13. Februar 1956   |
| Yizhar Smilansky     | Aharon Becker               | Mapai                                      | 1. Oktober 1956    |
| Yisrael Kargman      | Salman Schasar              | Mapai                                      | 8. Oktober 1956    |
| David Bar-Rav-Hai    | Senetta Yoseftal            | Mapai                                      | 24. Oktober 1956   |
| Ya'akov Klivnov      | Chaim Ariav                 | Allgemeine Zionisten                       | 16. Juni 1957      |
| Hannah Lamdan        | Ehud Avriel                 | Mapai                                      | 31. Juli 1957      |
| Yohanan Cohen        | Yeshayahu Forder            | Miflaga Progresivit                        | 28. Oktober 1957   |
| Amos Degani          | Aharon Remez                | Mapai                                      | 19. Dezember 1957  |
| Mosche Karmel        | Jitzchak Tabenkin           | Achdut haAwoda                             | 9. Juni 1958       |
| Jerachmi’el Assa     | Avraham Abaas               | Achdut haAwoda                             | 17. September 1958 |
| Chaim Josef Zadok    | Yosef Sprinzak              | Mapai                                      | 28. Januar 1959    |
| Shlomo-Ya'akov Gross | Zalman Ben-Ya'akov          | Religiöse Torah Front                      | 2. März 1959       |
| Jenia Tversky        | Schlomo Hillel              | Mapai                                      | 6. Juli 1959       |